# Aleks Çaçi

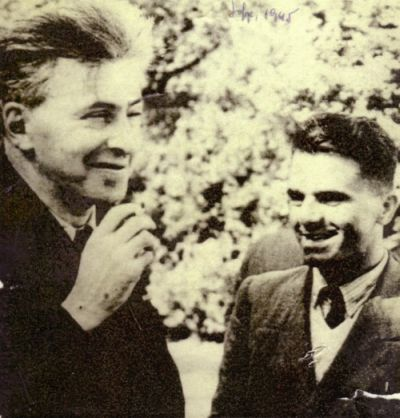
Aleks Çaçi (till höger) och Ilja Ehrenburg i Sofia, Bulgarien 1945.

Aleks Çaçi, född 15 augusti 1916 i Palasë, död 23 februari 1989 i Tirana, var en albansk författare.

## Biografi
Aleks Çaçi kom från en fattig bakgrund och var i ung ålder tvungen att arbeta för att försörja sin familj. Under en tid som jordbruksarbetare fick han så småningom anställning vid ett tryckeri. Çaçi studerade därefter vid en handelshögskola i Vlora. Han var en tidig författare inom den socialistiska realismen.
Çaçi var kommunist, och på grund av detta fänglsades han 1936 av Ahmet Zogus regim för revolutionär och subversiv verksamhet. Under andra världskriget deltog Çaçi i kampen mot de italienska och tyska ockupationsmakterna i Albanien. Efter befrielsen av landet fortsatte han studera. 

## Författargärning
Aleks Çaçi skrev artiklar, dikter och prosastycken för diverse tidningar och tillbringade många år i Kina där han verkade som författare och publicist. Han var även verksam som översättare, och översatte grekiskspråkiga och italienskspråkiga verk till albanska. För sitt stöd för socialismen mottog han flera utmärkelser från den albanska staten. Under 1980-talet drog sig Çaçi alltmer tillbaka för att undkomma den repression som kom att drabbade flera albanska intellektuella. 